# Rachel Griffiths
Rachel Anne Griffiths (18. prosinca 1968.) je australska filmska i televizijska glumica. Postala je poznata zahvaljujući ulogama u filmovima Muriel se udaje iz 1994. godine te Hilary i Jackie iz 1998. godine za kojeg je bila nominirana za prestižnu filmsku nagradu Oscar u kategoriji najbolje sporedne glumice. Najpoznatija je po ulogama Brende Chenowith u HBO-ovoj televizijskoj seriji Dva metra pod zemljom i Sarah Walker Laurent u ABC-jevoj dramskoj seriji Braća i sestre. Zahvaljujući svom radu na filmu i televiziji, Griffiths je do danas osvojila Zlatni globus, dvije nagrade Udruženja holivudskih glumaca i tri nagrade Australskog filmskog instituta. 

## Rani život
Griffiths je rođena u Melboruneu, ali je rano djetinjstvo provela na Zlatnoj obali. Kćerka je Anne, učiteljice umjetnosti i savjetnice za obrazovanje te Edwarda Griffithsa. U dobi od pet godina života preselila se u Melbourne sa svojom majkom i dvojicom starije braće. U dobi od 11 godina, njezin otac je napustio obitelj i otišao živjeti s 18-godišnjom djevojkom.
Nakon što je diplomirala dramu i ples na Victoria koledžu, Griffiths je započela svoju karijeru kao članica Woolly Jumpers, kazališne skupine u Geelongu. Svoj prvi uspjeh kao kreatorica i glumica doživjela je u Barbie Gets Hip koji je prikazan na međunarodnom filmskom festivalu u Melbourneu 1991. godine.

## Karijera
Rachel Griffiths i Toni Collette bile su relativno nepoznate kada su dobile ulogu najboljih prijateljica u filmu Muriel se udaje iz 1994. godine. Njezina uloga u tom filmu bila je izrazito hvaljena od strane kritičara, a osvojila je i priznanja Udruženja australskih filmskih kritičara te Australskog filmskog instituta. Odličan nastup zabilježila je i dvije godine poslije u filmu Jude redatelja Michaela Winterbottoma.
Godinu dana kasnije izazvala je kontroverze nakon što se obnaženih grudi pojavila na otvaranju Crown casina u Melbourneu. Kasnije je izjavila da je to bio njezin protest oko toga kako se mediji i Vlada odnose prema kockarnicama, a inspirirala ju je priča o Lady Godivi.
Zajedno s redateljem filma Muriel se udaje, P.J. Hoganom, Griffiths je ponovno udružila snage u svom glumačkom debiju u američkom filmu - Moj dečko se ženi iz 1997. godine. Te iste godine nastupila je i u britanskom filmu My Son the Fanatic u kojem je glumila prostitutku iz Yorkshirea koja ulazi u vezu s mnogo starijim pakistanskim vozačem taksija (Om Puri).
Za ulogu flautistice Hilary du Pré, Griffiths je zaradila svoju prvu nominaciju za Oscara u kategoriji najbolje sporedne glumice 1998. godine. Godine 2001. nastupila je s Johnnyjem Deppom i Rayom Liottom u filmu Bijeli prah. 
Iste godine Griffiths se pridružila glavnoj glumačkoj postavi HBO-ove dramske serije Dva metra pod zemljom. Za svoju je ulogu emotivno oštećene terapistice masaže Brende Chenowith osvojila nagrade Zlatni globus i Udruženja holivudskih glumaca, a dva je puta nominirana u kategoriji najbolje sporedne glumice za prestižnu televizijsku nagradu Emmy. U trećoj sezoni propustila je četiri epizode zbog trudnoće. Njezina druga trudnoća postala je dijelom radnje same serije tijekom posljednje, pete sezone u kojoj se pojavila u gotovo svakoj epizodi. U tom je razdoblju također glumila i kućanicu u filmu The Rookie s Dennisom Quaidom za koju je pobrala vrlo dobre kritike.
Od 2006. godine Griffiths je postala članicom glavne glumačke postave televizijske serije Braća i sestre skupa sa Sally Field, Calistom Flockhart, Balthazarom Gettyjem i Matthewom Rhysom u kojoj glumi Sarah Walker koja nasljeđuje obiteljski biznis nakon smrti oca. Godine 2007. i 2008. Griffiths je ponovno nominirana za nagradu Emmy za nastup u ovoj seriji, a također je 2008. i 2009. godine zaradila nominacije za Zlatni globus. Pojavila se i u mini-seriji Comanche Moon 2008. godine kao Inez Scull. 
Svoj debi na Broadwayju Griffiths je ostvarila u predstavi Other Desert Cities koju je režirao Joe Mantello, a u kojoj je nastupila i Judith Light.

## Osobni život
Griffiths se udala za australskog umjetnika Andrewa Taylora 31. prosinca 2002. godine u svojoj srednjoj školi. Zajedno imaju troje djece: sina Banja Patricka (22. studenog 2003., Melbourne) i kćerke Adelaide Rose (23. lipnja 2005., Los Angeles) i Clementine Grace (21. lipnja 2009.). U intervjuu za magazin Madison izjavila je da je ateist. 

## Vanjske poveznice
- Rachel Griffiths u internetskoj bazi filmova IMDb-u (engl.)
- Video interview with Rachel Griffiths, talking about Brothers & Sisters[neaktivna poveznica]
- http://www.starpulse.com/Actresses/Griffiths,_Rachel/  Arhivirana inačica izvorne stranice od 9. ožujka 2013. (Wayback Machine)
- http://www.rottentomatoes.com/celebrity/rachel_griffiths/
- http://www.tvguide.com/celebrities/rachel-griffiths/bio/170646